# 北安河乡
北安河乡，中华人民共和国北京市海淀区历史上曾设置的一个乡级行政区，2003年8月，与苏家坨乡、聂各庄乡合并为苏家坨镇。

## 沿革
北安河乡得名于其乡政府驻地北安河村，北安河村因地处安河北侧而得名，安河早已干涸。

## 人口
2000年第五次人口普查时，北安河乡有13031人。